# Чайтен
Чайте́н (ісп. Chaitén, що означає «кошик води» мовою уїїче, діалектом арауканської) — містечко і комуна в чилійській провінції Палена, в регіоні Лос-Лаґос. Комуна розташована приблизно в центрі провінції. Однойменне поселення також існує в аргентинській Патагонії.
2 травня 2008 року виверження вулкана Чайтен, розташованого за 10 км від містечка, змусило уряд провести евакуацію його мешканців, що фактично перетворило місто на мертве.
| Чилі | Це незавершена стаття з географії Чилі. Ви можете допомогти проєкту, виправивши або дописавши її. |